# Breckenridge (Colorado)
Breckenridge egy város az USA-ban, Colorado államban. A Summit megye központja. Lakosainak száma 5078 fő (2020. április 1.).

## Népesség
A település népességének változása:

| 2010 | 4 540 |
| 2020 | 5 078 |